# Ilsemade kilde

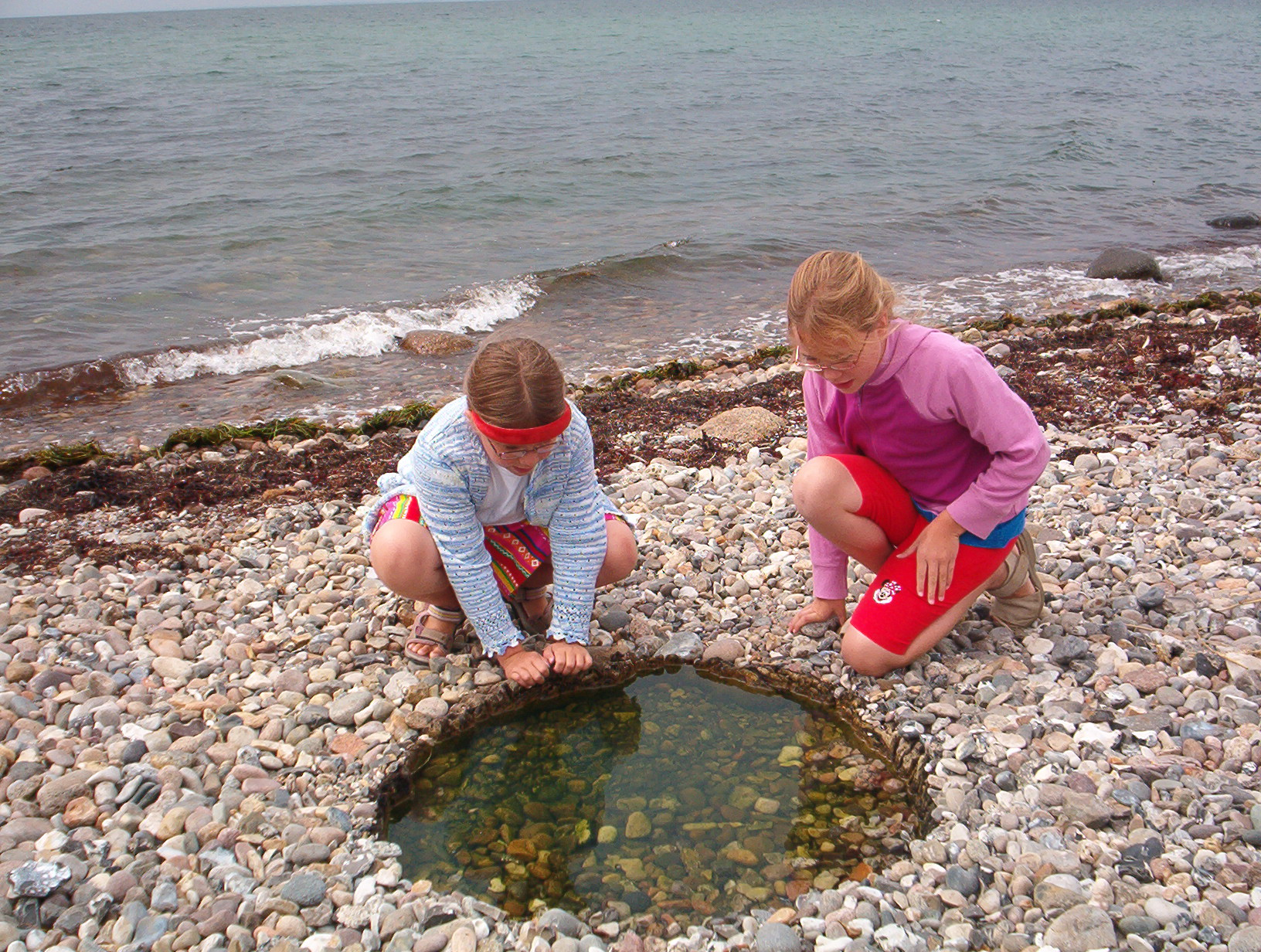
Ilsemade kilde

Die Ilsemade kilde (dänisch auch Helligkorskilde – deutsch „Heiligkreuzquelle“) ist eine Heilige Quelle auf der Kattegatinsel Samsø in Dänemark. Sie befindet sich am westlichen Strand der Insel bei Vesterløkken, nur etwa acht Meter vom Strand entfernt.
Die seit Jahrhunderten bekannte Quelle wird von einem ausgehöhlten Eichenstamm gefasst. Sie ist eine von ehemals rund 700 heiligen Quellen in Dänemark, von denen viele ausgetrocknet oder entfernt worden sind.
Das Dänische Nationalmuseum untersuchte die Quelle im Jahre 1967. Die C14-Datierung des ausgehöhlten Eichestammes erbrachte das überraschende Ergebnis von 940 v. Chr. – somit frühe Bronzezeit. Ähnliche Daten stammen aus einer bronzezeitlichen Siedlung auf der Insel Møn.

## Legende
Die Legende berichtet, dass dort eine Frauenleiche an Land getrieben wurde, worauf eine Quelle entsprang. Das goldene Kruzifix der Frau hängt heute in der Onsbjerg-Kirche, wo eine Inschrift aus der Zeit um 1500 über die Sage berichtet.